# Geophis lorancai
Geophis lorancai — вид змій родини полозових (Colubridae). Описаний у 2016 році.

## Поширення
Ендемік Мексики. Поширений у горах штатів Веракрус та Пуебла на висоті 1200—1700 м.

## Опис
Спинний візерунок складається з чорних і помаранчевих поперечних смуг. Голова чорна. Черево червонувато-помаранчеве.